# Östtornskyrka

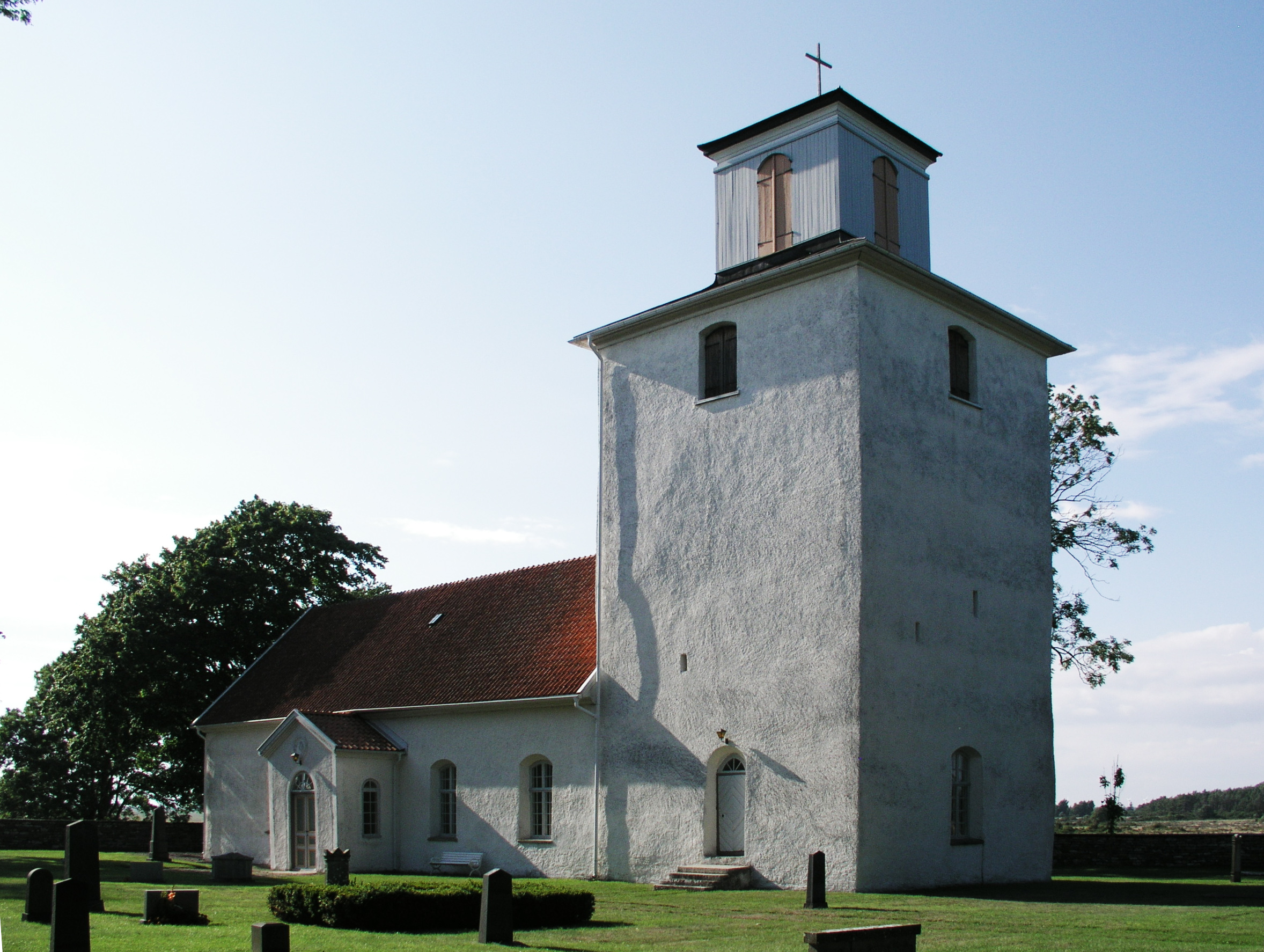
Ås kyrka är Ölands enda kvarvarande östtornskyrka

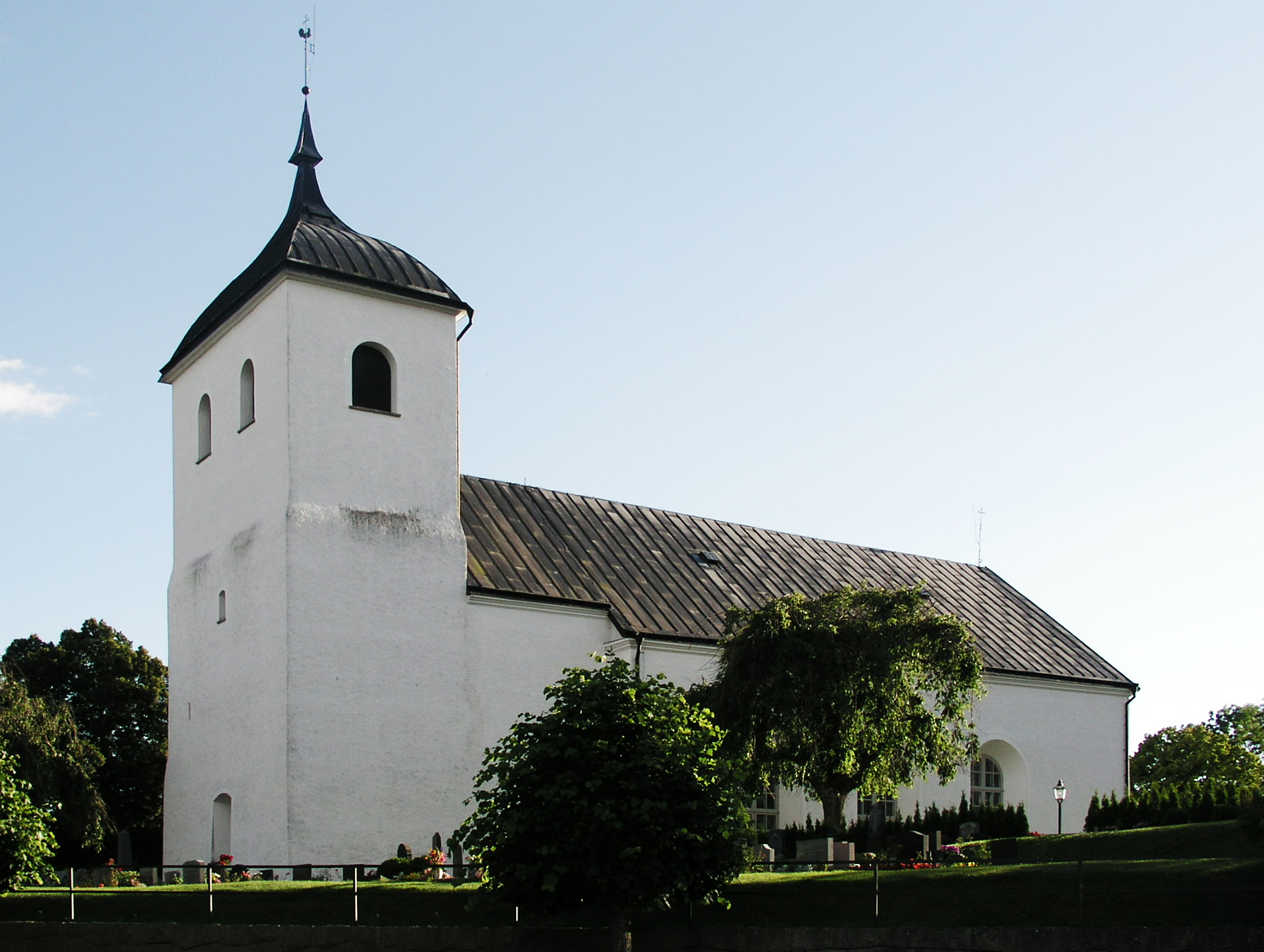
Ramdala kyrka ligger i Blekinge

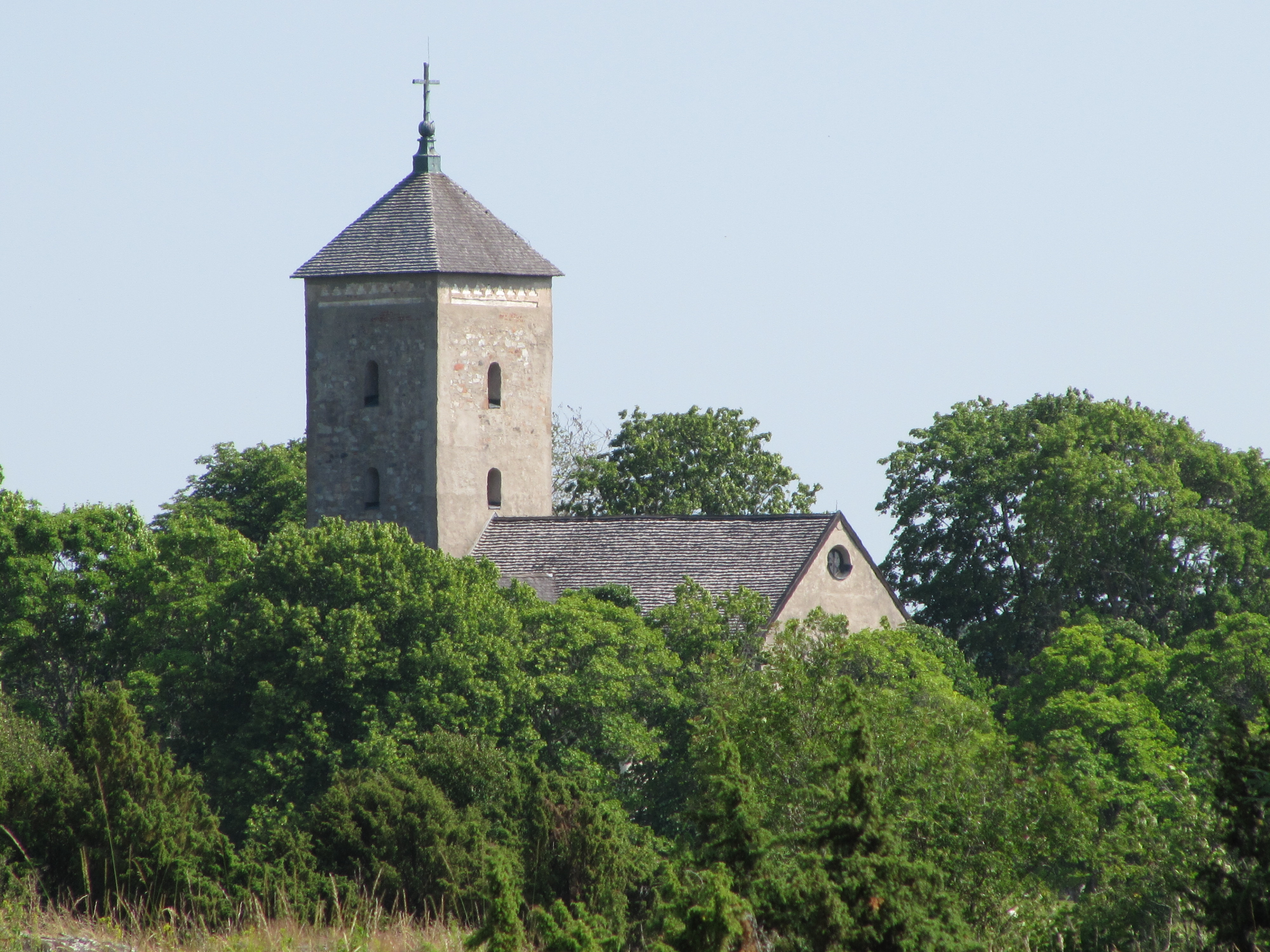
Skånela kyrka ligger utanför Märsta

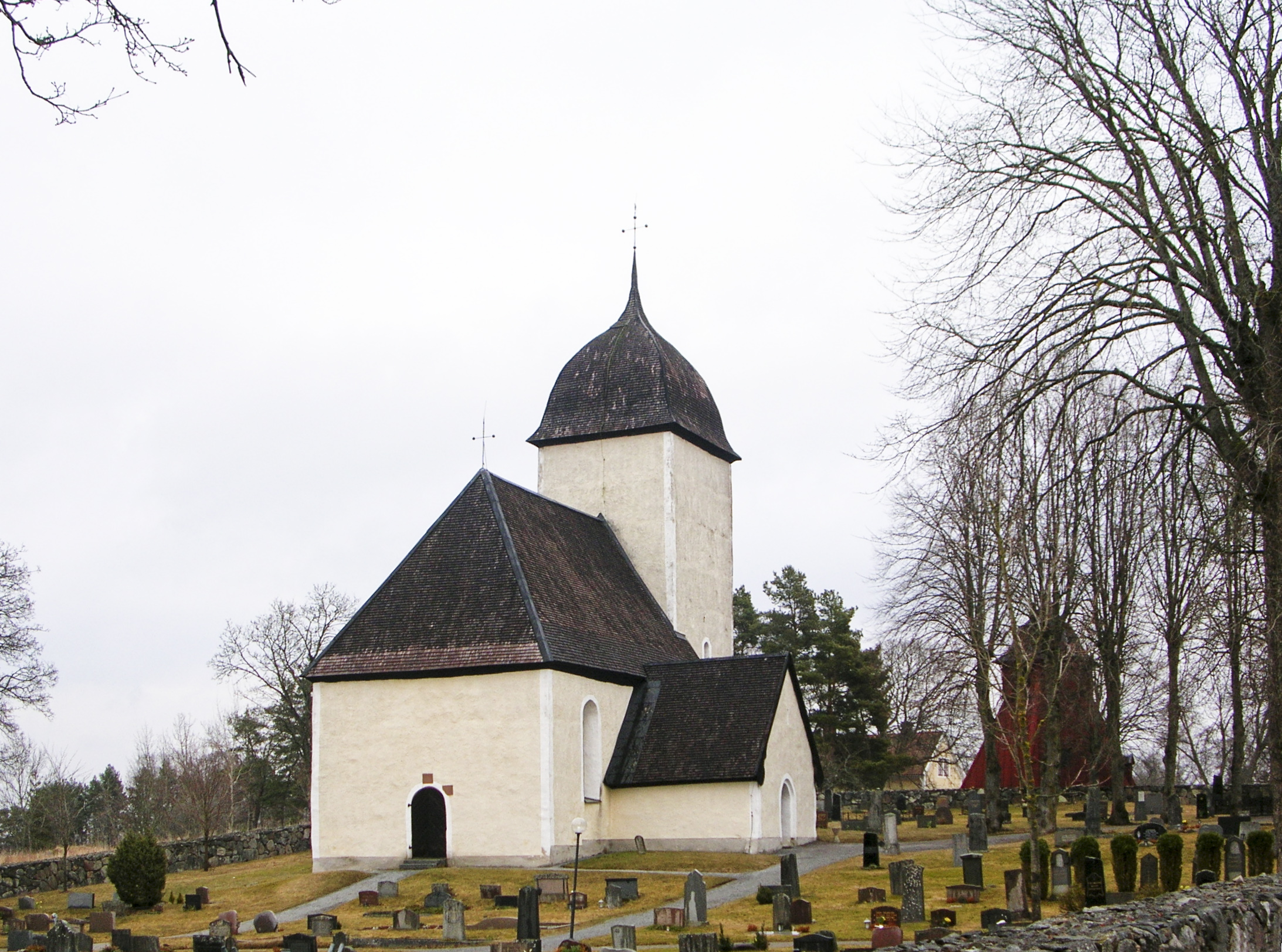
Husby-Ärlinghundra kyrka ligger utanför Märsta

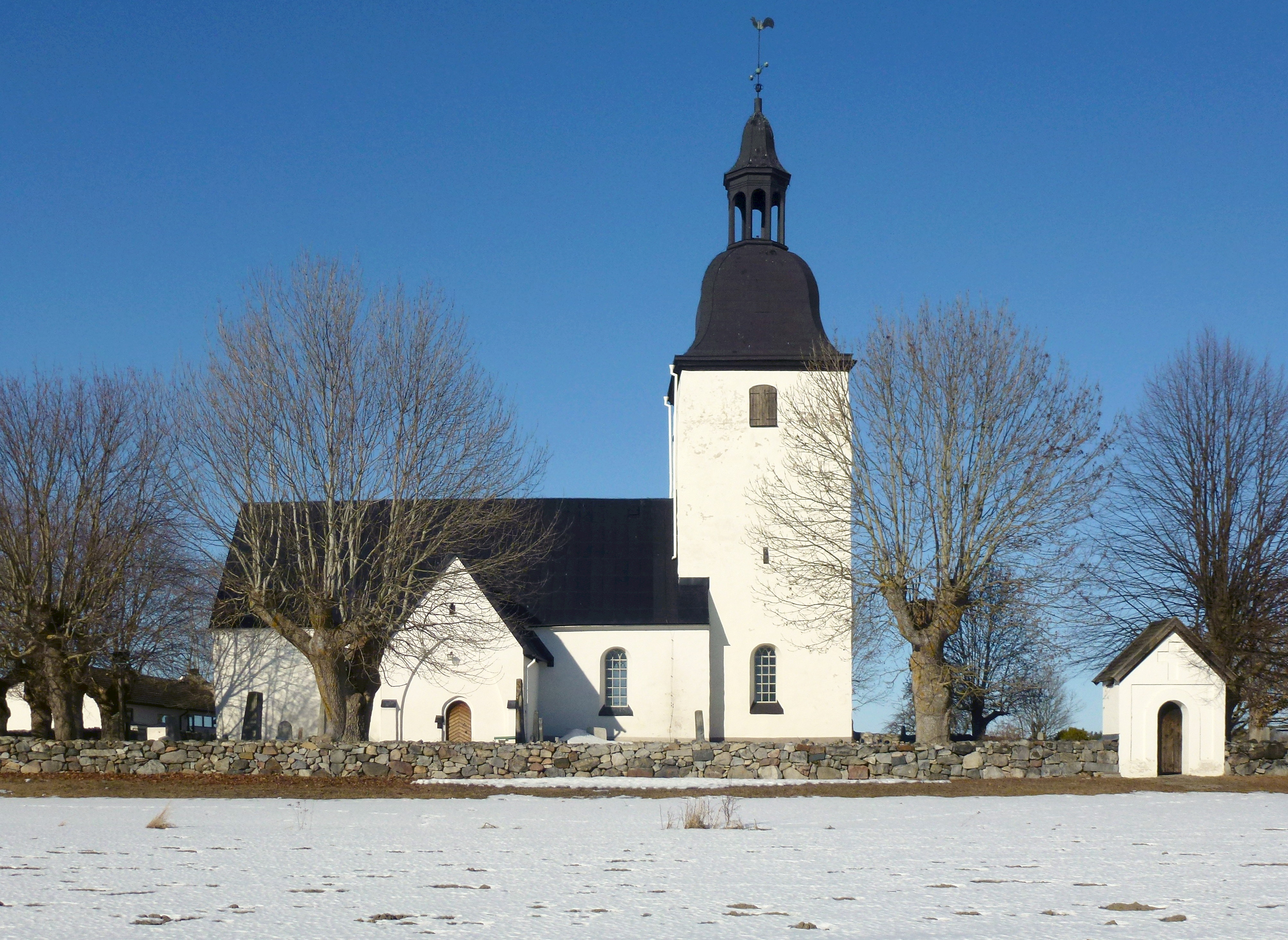
Färentuna kyrka ligger på Färingsö

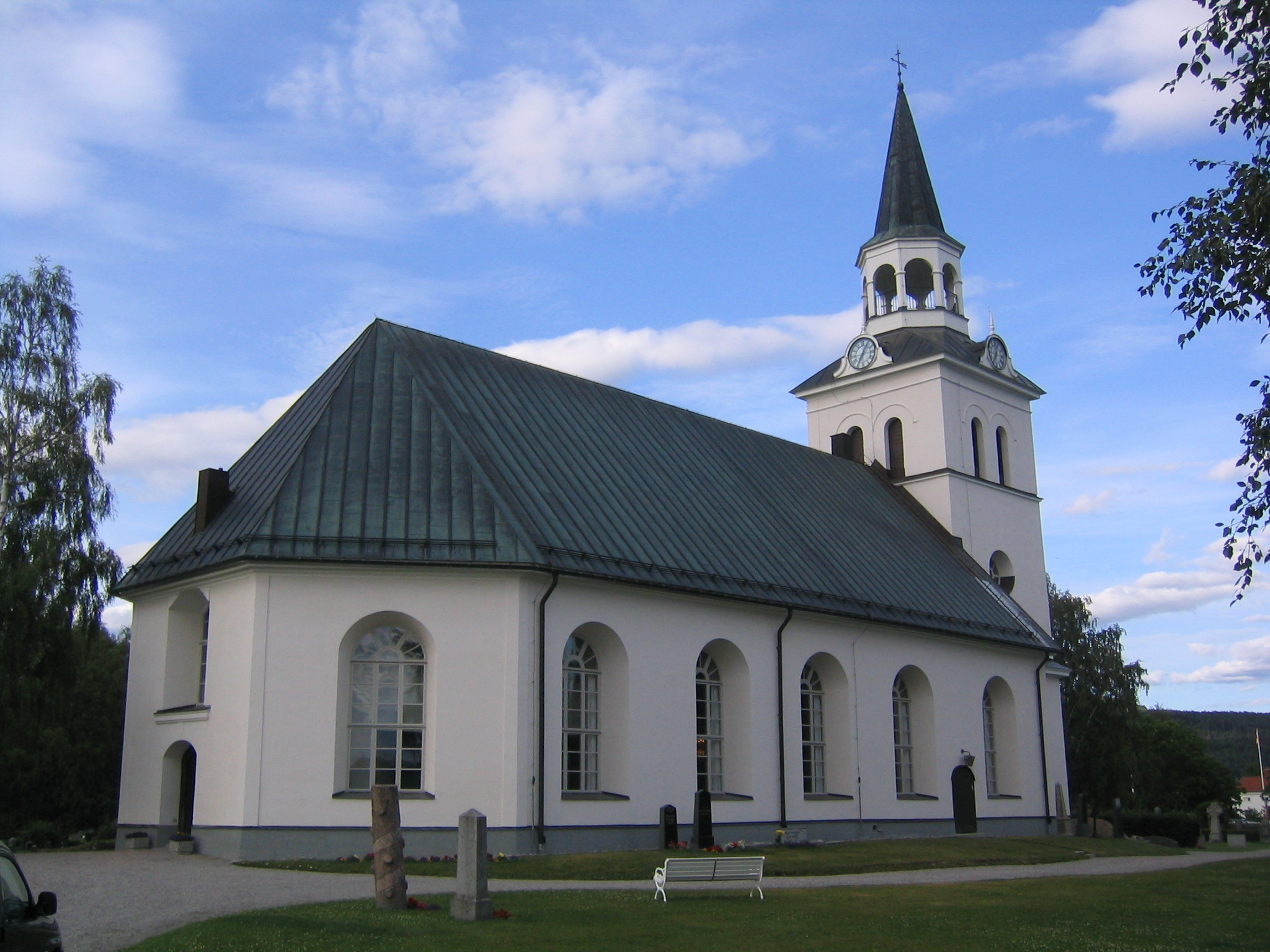
Stöde kyrka ligger i Medelpad

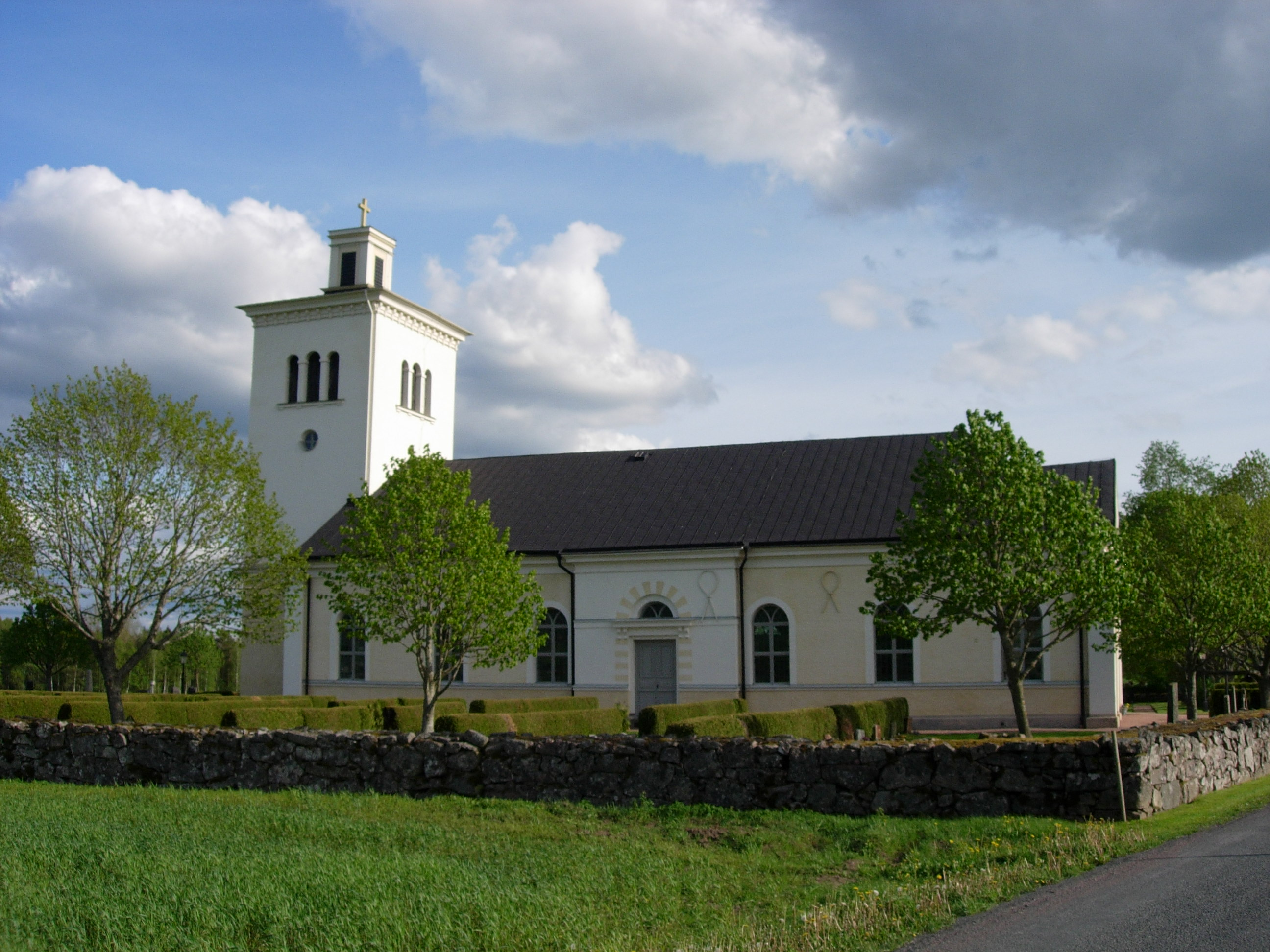
Adelövs kyrka ligger i Småland

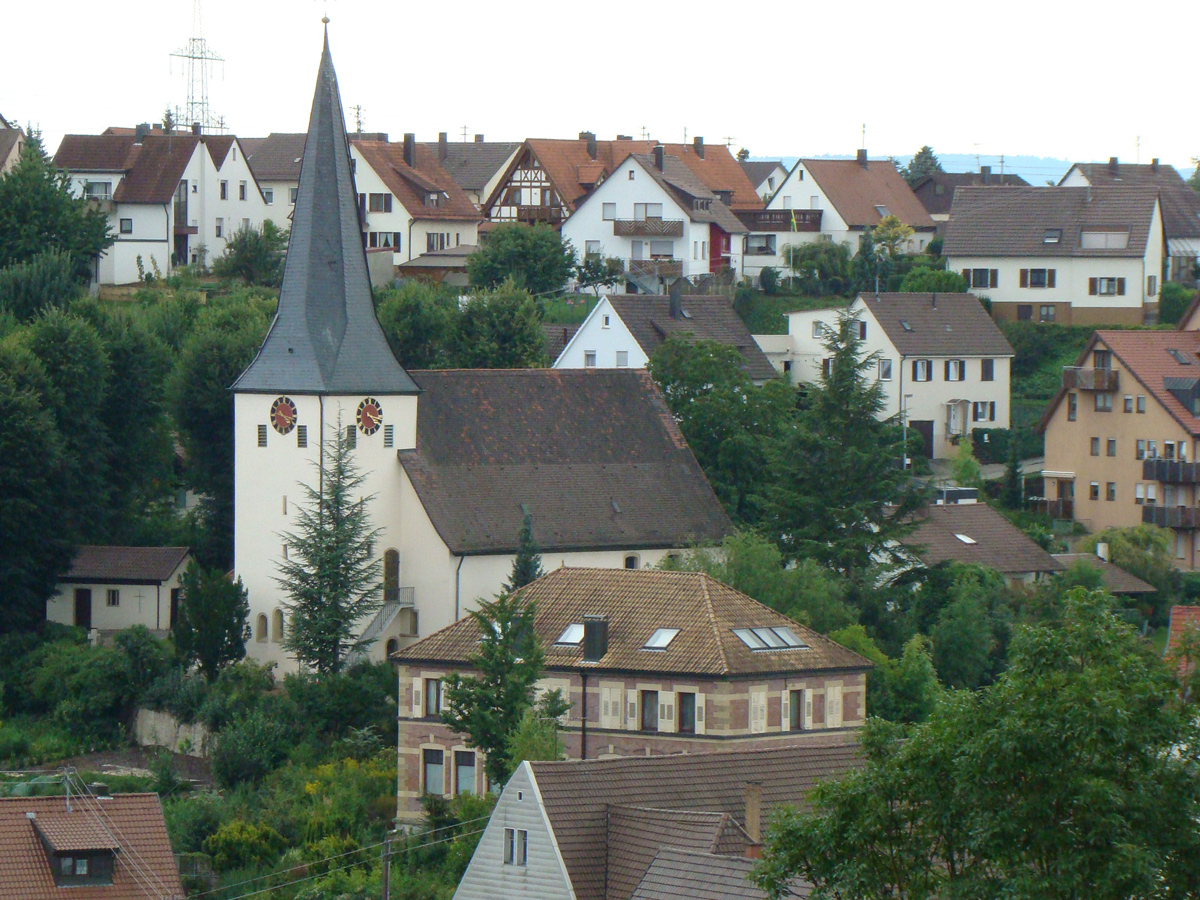
Kilianskirche i Talheim är en östtornskyrka i Tyskland

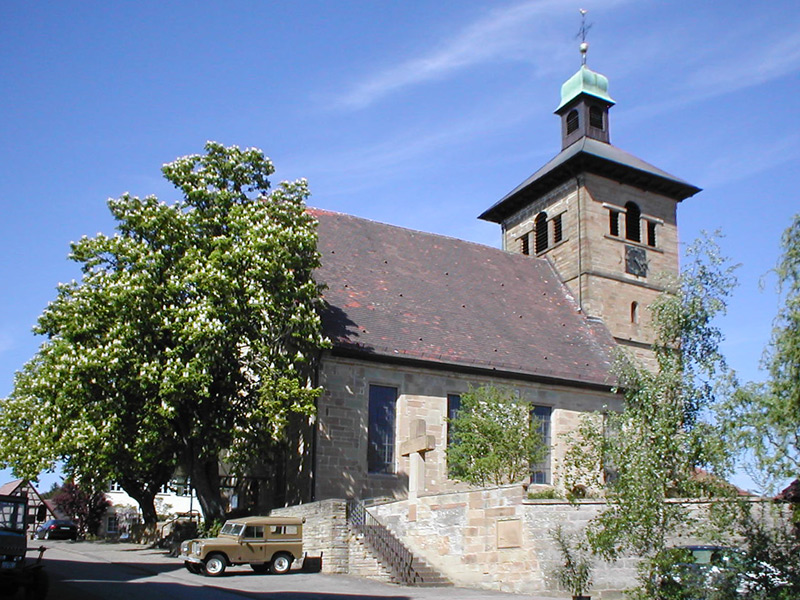
Ulrichskirche i Eberstadt är också en tysk kyrka med östtorn

Östtornskyrka är en kyrkobyggnad med kyrktornet placerat i öster, ofta över altare och kor. Ett fåtal kyrkor i Sverige är byggda på detta sätt.
I de flesta fall är en kyrka byggd med långhus i öst-västlig riktning med tornet placerat invid långhusets västra sida. Detta byggnadssätt är vanligast och dessutom mest praktiskt eftersom både kyrkorum och torn kan nås från huvudingången. Om tornet istället finns ovanför koret krävs en separat ingång från koret eller utifrån.
Kyrkor med både östtorn och västtorn tillhör en annan grupp som kallas klövsadelskyrkor.

## Kungamakten
Östtornskyrkor var under medeltiden omhuldade av kungamakten. Att bygga torn på kyrkor var ett sätt att demonstrera makt vilket var förbehållet kungen och hans stormän. Att placera tornet i öster ovanför den plats där prästen tjänstgjorde underströk kungens makt ytterligare och gav kungamakten tydlig koppling till kyrkans budskap.
Många medeltida östtornskyrkor är byggda i närheten av kungsgårdar. På Öland ligger Ås kyrka på mark som tillhör Ottenby kungsgård .
På Färingsö ligger Färentuna kyrka som under medeltiden låg inom samma socken som kungsgårdarna Husby och Kungsberga .
Skånela kyrka, Norrsunda kyrka och Husby-Ärlinghundra kyrka ligger alla i Sigtuna kommun kan ses som syskonkyrkor. Alla tre är byggda i gråsten med samma byggnadsstil och kom till på 1100-talet. Alla fick de sina torn i öster eftersom här fanns kungsgårdar med lokala hövdingar som på kungens uppdrag drog in skatter.

## Olika sorters östtornskyrkor
Östtornskyrkor kan grovt delas upp i tre grupper:
- Första gruppen är de medeltida med koppling till kungamakten där torn och kor är orienterade åt öster. Kyrkor i denna grupp är exempelvis Färentuna kyrka och Skånela kyrka.
- Andra gruppen har också torn och kor åt öster och har tillkommit under de senaste århundradena. Kyrkor i denna grupp är exempelvis Långsele kyrka och Stöde kyrka.
- Tredje gruppen är byggda som västtornskyrkorna med torn och huvudingång på samma sida. Men kyrkan är vänd åt "fel" håll med koret åt väster och tornet åt öster. Kyrkor i denna grupp är exempelvis Aspö kyrka och Östra Grevie kyrka.

## Östtornskyrkor i Sverige

### Norrbotten
- Seskarö kyrka tillkom 1929. Ingången ligger i öster och koret i väster.

### Jämtland
- Kyrkås nya kyrka tillkom 1845. Ingången i väster. Koret i öster invid tornet.

### Ångermanland
- Långsele kyrka tillkom 1828. Ingången i väster. Koret i öster invid tornet.
- Resele kyrka tillkom 1838. Ingången i nordväst. Koret i öster under tornet.
- Härnösands domkyrka tillkom 1846. Ingången i väster. Koret i öster under tornet.
- Styrnäs kyrka tillkom 1852. Ingången ligger i öster och koret i väster.

### Medelpad
- Stöde kyrka tillkom 1759. Ingången i väster. Koret i öster invid tornet.
- Torps kyrka tillkom 1785. Ingången i väster. Koret i öster invid tornet.

### Hälsingland
- Söderala kyrka tillkom under 1100-talet. Kyrkan är en korskyrka med tornet mitt i korset. Koret skjuter ut öster om tornet och får kyrkan att bli ett mellanting av centralkyrka och östtornskyrka.
- Ytterhogdals kyrka tillkom 1809. Ingången i väster. Koret i öster invid tornet.

### Gästrikland
- Ockelbo kyrka tillkom 1908. Tornet ligger öster om koret. I väster finns två små torn.
- Sandvikens kyrka tillkom 1931. Koret ligger i öster under tornet.

### Uppland
- Färentuna kyrka tillkom under 1100-talet. Koret ligger i öster invid tornet.
- Husby-Ärlinghundra kyrka tillkom under 1100-talet. Koret ligger i öster invid tornet.
- Norrsunda kyrka tillkom under 1100-talet. Koret ligger i öster invid tornet.
- Ramsta kyrka tillkom 1926. Ingången ligger i öster och koret i väster.
- Skånela kyrka tillkom under 1100-talet. Koret ligger i öster invid tornet.
- Söderfors kyrka tillkom 1792. Ingången ligger i öster och koret i väster.

### Närke
- Adventskyrkan, Hallsberg tillkom 1944. Ingången ligger i öster och koret i väster.

### Bohuslän
- Ödsmåls kyrka tillkom 1867. Ingången ligger i öster och koret i väster.

Lysekils kyrka

### Östergötland
- Asks kyrka ligger en halvmil sydost om Motala och tillkom under 1100-talet. Koret ligger öster invid tornet.
- Högby kyrka tillkom 1872. Ingången ligger i öster och koret i väster.
- Källstads kyrka tillkom under 1100-talet. Under senare delen av 1800-talet byggdes ett nytt långhus invid tornet. Nya långhuset är orienterat i nord-sydlig riktning och tornet ligger mitt vid långhusets västra sida.
- Matteus kyrka ligger i Norrköping och tillkom 1892. Ingången ligger i öster och koret i väster.
- Ödeshögs kyrka tillkom under 1100-talet. Koret ligger i öster invid tornet.

### Västergötland
- Brämaregårdens kyrka tillkom 1925. Ingången ligger i öster och koret i väster.
- Hassle kyrka tillkom 1878. Ingången ligger i öster och koret i väster.
- Härjevads kyrka tillkom 1915. Ingången ligger i öster och koret i väster.
- Påbo kapell tillkom 1928. Ingången ligger i öster och koret i väster.
- Vara kyrka tillkom 1902. Ingången ligger i öster och koret i väster.
- Väne-Ryrs kyrka  1903-1904 tillkom ett torn, uppbyggt kring den gamla klockstapelns stomme. Ingången ligger i väster och koret ligger i öster.

### Öland
- Ås kyrka tillkom på 1100-talet. Ingången i väster. Koret i öster invid tornet.

### Småland
- Adelövs kyrka tillkom 1833. Ingången ligger i väster och koret i öster invid tornet.
- Aneboda kyrka tillkom 1899. Ingången ligger i öster och koret i väster.
- Bellö kyrka tillkom 1828. Ingången ligger i öster och koret i väster.
- Gislaveds kyrka tillkom 1906. Ingången ligger i öster och koret i väster.
- Landeryds kyrka tillkom 1924. Ingången ligger i öster och koret i väster.
- Ljungby kyrka tillkom 1861. Ingången ligger i öster och koret i väster.
- Lönneberga kyrka tillkom 1872. Ingången ligger i öster och koret i väster.
- Mörlunda kyrka tillkom 1840. Ingången ligger i öster och koret i väster.
- Stenbrohults kyrka tillkom 1830. Ingången ligger i öster och koret i väster.
- Sjösås nya kyrka tillkom 1865. Ingången ligger i öster och koret i väster.
- Södra Solberga kyrka tillkom 1837. Ingången ligger i öster och koret i väster.
- Tranås kyrka tillkom 1930. Ingången ligger i väster och koret i öster invid tornet.
- Urshults kyrka tillkom 1812. Ingången ligger i öster och koret i väster.
- Vederslövs kyrka tillkom 1879. Ingången ligger i öster och koret i väster.
- Väckelsångs kyrka tillkom 1829. Ingången ligger i öster och koret i väster.
- Öja kyrka tillkom 1854. Ingången ligger i öster och koret i väster.

### Halland
- Fagereds kyrka tillkom 1833. Ingången i väster. Koret i öster invid tornet.
- Torpa kyrka tillkom på 1200-talet. Ingången i väster. Öster om koret tillbyggdes ett trätorn på 1700-talet.

### Blekinge
- Aspö kyrka tillkom 1891. Ingången ligger i öster och koret i väster.
- Ramdala kyrka tillkom på 1100-talet. Ingången i väster. Koret i öster invid tornet.
- Flymens kyrka tillkom 1907. Ingången ligger i öster och koret i väster.
- Sillhövda kyrka tillkom 1945. Ingången ligger i öster och koret i väster.

### Skåne
- Hyby kyrka tillkom 1877. Ingången ligger i öster och koret i väster.
- Häglinge kyrka tillkom 1877. Koret i väster.
- Näsums kyrka tillkom 1871. Ingången ligger i öster och koret i väster.
- Tyringe kyrka tillkom 1925. Ingången ligger i öster och koret i väster.
- Södra Åsums kyrka tillkom 1902.Kyrktornet finns placerat i öster, och inte som brukligt i väster.
- Östra Grevie kyrka tillkom 1897. Ingången ligger i öster och koret i väster.

## Östtornskyrkor i Europa

### Finland
- Tavastehus kyrka tillkom 1798. Ingången i väster.

### Norge
- Lomen kirke tillkom 1914. Ingången ligger i väster och koret under tornet i öster.

### Danmark
- Sankt Michaelis Kirke tillkom 1668. Ingången ligger i väster och koret vid tornet i öster.

### Tyskland
- Bergkirche Heinsheim vars äldsta delar tillkom på 900-talet. Ingången ligger väster och koret i tornet i öster.
- Kilianskirche i Talheim vars äldsta delar tillkom på 1000-talet. Ingången ligger väster och koret vid tornet i öster.
- Kirche zum Heiligen Kreuz, Sankt Peter und Genovefa (Ellhofen) tillkom omkring 1300. Koret ligger i öster. I väntan på svensk artikel gå in på Tyska Wikipedia.
- Johanneskirche, Weinsberg tillkom under tidigt 1300-tal. Koret ligger i öster. I väntan på svensk artikel gå in på Tyska Wikipedia.
- Ulrichskirche, Eberstadt tillkom 1477. Koret ligger i öster. I väntan på svensk artikel gå in på Tyska Wikipedia.

### Frankrike
- Sainte-Marie-Madeleine de Taizé tillkom på 1100-talet. Koret ligger under tornet i öster.
- Église Notre-Dame-de-l'Assomption d'Ameugny tillkom på 1000-talet. Koret ligger under tornet i öster.
- Saint-Marcel de Cluny tillkom på 1100-talet. Koret ligger under tornet i öster.
- Saint-Martin de Grevilly tillkom på 1100-talet. Koret ligger under tornet i öster.

### Schweiz
- Reformierte Kirche Reinach tillkom 1529. Koret ligger under tornet i öster.
- Reformierte Kirche Mastrils tillkom 1614. Koret ligger under tornet i öster.
- Reformierte Kirche Fläsch tillkom på 1400-talet. Koret ligger under tornet i öster.

### Österrike
- Pfarrkirche Breitstetten tillkom på 1200-talet. Koret ligger under tornet i öster.
- Sankt Nikolaus kyrka, Matrei tillkom på 1100-talet. Koret ligger under tornet i öster.

## Fotnoter och källor
1. ↑  Cecilia Ring: Ås kyrkogård Arkiverad 31 mars 2018 hämtat från the Wayback Machine., ( PDF) sidan 8, Kalmar läns museum
2. ↑   Färentuna kyrka, Stockholm 2008, © Stockholms stift, Text: Niss Maria Legars, Foto: Anna Ulfstrand ( PDF)